# Thân Thành Tín
Thân Thành Tín (sinh ngày 30 tháng 5 năm 1993) là một cầu thủ bóng đá Việt Nam đang chơi tại V-League cho câu lạc bộ Thành phố Hồ Chí Minh.

## Sự nghiệp
Chiều ngày 23 tháng 11 năm 2020, trang fanpage chính thức của CLB Tp Hồ Chí Minh đã thông báo việc chiêu mộ thành công Thân Thành Tín từ CLB Sài Gòn. Hợp đồng giữa anh và đội chủ sân Thống Nhất có thời hạn 2 năm.